# Körsnär
Körsnär är ett hantverksyrke som konstruerar mönster för, tillverkar och handlar med kläder av pälsverk och skinn från olika djur.
I Sverige kan man utbilda sig till körsnär på gymnasieskolans hantverksprogram. Efter avslutad utbildning och praktik kan man avlägga gesällprov för att erhålla ett gesällbrev. Efter flera år i yrket kan man avlägga mästarprov för att erhålla ett mästarbrev.

## Historia
Ordet körsnär är första gången belagt i svensk text 1589. Det kommer av tyskans körsner och ytterst av fornhögtyskans kursina, vars ursprung är ovisst. Äldre svenska ord för samma sak är skinnare och buntmakare (se även skråväsen). Buntmakare kommer från tyskans bunt (buntmacher), som betyder brokig, varmed i detta fall avses olikfärgade skinn. Begreppet känt sedan 1500-talet.